# Боски, Айван
Айван Фредерик Боски (англ. Ivan Frederick Boesky; 6 марта 1937, Детройт, Мичиган, США — 20 мая 2024, Ла-Хойя, Сан-Диего, Калифорния, США) — американский преступник, инвестиционный банкир, биржевой трейдер. Известен своей выдающейся ролью в скандале с торговлей инсайдерской информацией в середине 1980-х годов. После ареста стал информатором, признал себя виновным и был оштрафован на рекордную сумму в 100 миллионов долларов США. Был приговорён к трём с половиной годам лишения свободы, освобождён досрочно через год и десять месяцев.

## Биография

#### Происхождение и молодые годы
Айван Боски родился в еврейской семье в Детройте, его родители были иммигрантами из России. Его отец был владельцем гастрономами, ресторанами и барами в Детройте.
Когда Айвану было 13 лет, он уже зарабатывал себе на жизнь. Хотя у него ещё не было водительского удостоверения, он купил себе небольшой фургон, на котором ездил по городским паркам и продавал мороженое.
В течение года Айван посещал Крэнбрук, престижную подготовительную школу за пределами Детройта. На самом деле он покинул Крэнбрук и окончил среднюю школу Мамфорда в Детройте, где жили представители среднего класса.
В 1962 году Боски женился на Симе Зильберштейн из Детройта. Её отец, Бен Зильберштейн, застройщик и владелец отеля Beverly Hills, знал, что Айван любит Симу из-за денег её семьи, и часто называл его «Айван-бродяга». Бен Зильберштейн говорил, что у Айвана «шкура носорога и нервы грабителя».
Боски учился в Мичиганском университете, колледже Уэйн Стэйт и колледже Восточный Мичиган, но не окончил ни один из них. В 1964 году он окончил Детройтский юридический колледж, где получил юридическое образование. Получив диплом юриста, Боски год работал клерком у федерального судьи окружного суда США, затем налоговым бухгалтером в Мичигане в бухгалтерской фирме Touche Ross.

#### Переезд в Нью-Йорк и работа на Уолл-Стрит
Когда Боски было 27 лет, бывший одноклассник из Крэнбрука, работавший в Bear Stearns, рассказал ему об арбитраже. Заинтересовавшись этой идеей, Боски решил переехать в Нью-Йорк, чтобы заняться арбитражным бизнесом.
В 1966 Айван вместе с женой переехали в Нью-Йорк и в квартиру на Парк-авеню, которую оплатил отец Симы. Боски устроился на работу аналитиком по ценным бумагам в торговую и инвестиционную банковскую фирму LF Rothschild. С 1968 по 1970 год он работал в компании First Manhattan.
В 1971 году Боски перешёл в брокерскую фирму Edwards & Hanly, где он впервые продемонстрировал свой агрессивный стиль, поставив миллионы на одну позицию акций и получив штраф в размере 10 000 долларов за короткую продажу ценных бумаг, которых у него не было.
С 1972 по 1975 год занимал должность генерального партнера в компании Edwards & Hanly.
В 1975 году, имея $700 000, предоставленных семьей его жены, он основал собственную фирму, специализирующуюся на рисковом арбитраже. К 1981 году активы Ivan F. Boesky Corp составляли более $500 млн. По имеющимся данным, Boesky заработал более $150 млн прибыли от атак на CBS Inc, Gulf Oil Co и Conoco.
В начале 1980-х годов Боски имел прозвище «Иван Грозный» (Ivan the Terrible) и «Хрюшка» (Piggy) — за то, что он часто приходил в дорогие рестораны, заказывал все блюда в меню, пробовал их, а затем съедал лишь одно, игнорируя остальные. К тому времени он заработал состояние, оцениваемое более чем в $280 миллионов, что вывело его в список 400 самых богатых американцев журнала Forbes.
Большую часть своих денег Боски заработал нелегальным путем, занимаясь инсайдерской торговлей. Айван Боски получал прибыль от арбитражных сделок с акциями компаний, которые собирались приобрести. Он узнавал, что компания скоро будет куплена, поэтому покупал акции компании до того, как сделка становилась публичной, а цена акций взлетала до цены приобретения. Боски действовал вместе с другими корпоративными финансистами, включая Т. Буна Пикенса и сэра Джеймса Голдсмита, используя разницу между публичной и частной рыночной стоимостью для атак на корпоративные цели. Эта деятельность оставалась законной до тех пор, пока сделки с акциями компаний-поглощений осуществлялись на основании общедоступной информации о предстоящем слиянии. Однако в середине 1980-х годов Комиссия по ценным бумагам и биржам США начала расследование против Боски, подозревая его в проведении определённых инвестиций на основе конфиденциальной информации, полученной от корпоративных инсайдеров о возможных сделках по поглощению. Боски покупал акции различных компаний, опираясь на эти сведения, зачастую делая крупные приобретения буквально за несколько дней до официального объявления о поглощении. Эти операции приносили ему значительную прибыль, когда информация становилась достоянием общественности. Несмотря на то, что использование внутренней информации при торговле публичными акциями считалось незаконным, раньше SEC редко применяла этот закон.
Босхи делал многомиллионные ставки — от 10 миллионов, часто выше 100 миллионов долларов — на компании, которые, по его предположениям, могли стать объектами поглощения, ещё до того, как о каких-либо сделках было объявлено официально. В своей деятельности он широко использовал заемные средства, оставляя львиную долю прибыли себе: партнерам доставалось 40 %, тогда как он забирал 60 %. При этом убытки распределялись иначе: партнёры брали на себя 90 % потерь, а он — лишь 10 %.
В 1984 году Боски получил около 65 млн, когда Chevron приобрела Gulf, 50 млн, когда Texaco купила Getty, и $50 млн когда Philip Morris приобрела General Foods. Среди других крупных сделок, принесших ему миллионы, были те, которые, по утверждению Комиссии по ценным бумагам и биржам, основывались на незаконно полученных данных, таких как сделки с Nabisco Brands, Union Carbide и Boise Cascade. Одним из ближайших финансовых союзников Боски был «король мусорных облигаций» Майкл Милкен, возглавлявший знаменитый отдел высокодоходных облигаций в Drexel Burnham в Лос-Анджелесе. Они поддерживали ежедневную связь: Милкен обеспечивал основную часть капитала для операций Боски, а сам Боски становился источником значительных доходов для Милкена. Вместе они участвовали практически в каждой крупной сделке по поглощению, привлекая внимание финансовой прессы своим влиянием на рынок.

#### Миллиарды
Как правило, Боски добывал внутреннюю информацию о планируемых выкупах акций от трейдеров мусорными облигациями и специалистов по поглощениям, договариваясь с информаторами о доле от собственной прибыли в арбитражных операциях. Через Милкена и Drexel он привлёк более 640 миллионов долларов США заёмных средств, которые затем использовались для проведения арбитражных сделок, значительная часть которых представляла собой ставки на сделки по выкупу, организованные Drexel.
На вершине своего успеха в середине 1985 году Боски был самым высокооплачиваемым трейдером на Уолл-стрит, под его управлением находилось более 3 миллиардов долларов США в партнерстве с ограниченной ответственностью, которое в основном финансировалось за счёт займов. Как правило, он имел позиции по 75-100 различным акциям, рассчитывая на резкий рост цены одной из них в преддверии объявления о слиянии. В его офисе на Пятой авеню работало более 100 сотрудников. Однако некоторые полагают, что такой большой штат служил скорее прикрытием, поскольку многие крупные сделки Боски заключались на основе инсайдерской информации, которую он умел получить.
В отличие от большинства хедж-фондов, Боски не придерживался стандартной схемы распределения прибыли, предполагающей 20 % дохода и 2 % комиссионных за управление. Вместо этого он брал 50 % прибыли. Для обеспечения безопасности Боски всегда передвигался с телохранителем, а на работу его доставлял личный водитель на лимузине с номерным знаком, украшенным инициалами IFB.
В 1985 году он опубликовал книгу об арбитраже под названием «Merger Mania-Arbitrage: Wall Street’s Best Kept Money-Making Secret». Боски надеялся, что книга поможет дать ответы тем, кто не понимал, как он агрессивно зарабатывал свои миллионы в эпоху поглощений. Но год спустя, когда он признал себя виновным в инсайдерской торговле, его репутация рухнула, и выпуск книги был прекращён издательством.

#### Уголовное дело и осуждение
В середине 1980-х годов правительство США стремилось остановить практику выкупа компаний за счёт долгового финансирования, так как этот процесс разрушал компании и целые сообщества. Федеральные следователи понимали, что крах Милкена и Drexel Burnham приведёт к заморозке рынка мусорных облигаций и положит конец эре выкупов акций с привлечением заёмных средств. В 1986 году следователям удалось выйти на Денниса Левина, управляющего директора Drexel Burnham, который занимался распространением инсайдерской информации.
Деннис Левин из Drexel и Мартин Сигел из Kidder, Peabody делились с Боски конфиденциальной информацией в обмен на обещание доли в прибыли размером 1 % или 5 %. После ареста Левину грозило серьёзное наказание согласно законам о борьбе с рэкетом, поэтому он решил сотрудничать со следствием и раскрыл всю правду. Вслед за этим заговорил и Боски, предоставив данные, которые привели к обвинительным приговорам или признаниям вины таких лиц, как бывший брокер Бойд Джефферис, Сигел, четверо руководителей британской компании Guinness PLC, специалист по поглощениям Пол Билзерян, биржевой спекулянт Салим Льюис и другие. Самым громким стало задержание Майкла Милкена.
Как выяснилось позже Комиссия по ценным бумагам и биржам следила за деятельностью Боски с 1974 года.
В сентябре 1986 года Боски тайно заключил сделку с федеральными следователями, запретившими ему торговать ценными бумагами и способствовать уничтожению инсайдерской торговой сети, сотрясающей Уолл-стрит. Благодаря прослушиванию телефонных разговоров и записям на пленку через Boesky следователи смогли предъявить обвинения 14 лицам и более чем пяти крупным брокерским конторам в нарушении закона о ценных бумагах. Майкл Милкен был одним из крупнейших вовлечённых игроков. После того, как Боски сдался федеральным следователям, он, ходатайствуя о снисхождении, согласился стать правительственным информатором и надел прослушку во время встречи с Милкеном, который тоже был целью федеральных прокуроров. Работая под прикрытием, Боски тайно записал три разговора с Майклом Милкеном.
14 ноября 1986 года правительство предъявило Боски обвинения в мошенничестве, ему было разрешено продать акции на сумму около 1,6 млрд долларов и погасить долги. В декабре 1987 года в возрасте 50 лет Айван Боски был приговорен к трем годам лишения свободы в федеральной тюрьме Ломпок в Южной Калифорнии. Адвокатом Боски был будущий мэр Нью-Йорка Рудольф Джулиани. По решению суда Боски заплатил штраф в размере 100 млн долларов США, который стал на то время одним из рекордных в США.
Он отсидел около двух лет в тюрьме, получившей название «загородный клуб» в Ломпоке, Калифорния, с теннисными кортами, полем для гольфа, тренажерным залом и бильярдной. Во время отбывания наказания Боски зарабатывал по 3 доллара будучи плотником.
Боски отсидел всего 22 месяца прежде чем был освобождён за хорошее поведение. Он предоставил федеральным следователям так много информации о мошенничестве в сфере ценных бумаг, что практически в одиночку положил конец эпохе бума 1980-х годов.

#### Жизнь после отбытия наказания
После освобождения из тюрьмы Боски жил в роскошном доме с видом на Тихий океан в Ла-Хойе в Калифорнии. Одни источники рассказывали, что после освобождения из тюрьмы он поступил в школу раввинских исследований и большую часть своего времени посвятил помощи бездомным, другие писали о шикарном образе жизни и многочисленных поездках в другие страны.
После распада СССР в 1991 году, Боски посещал Москву. Ссылаясь на свое русское происхождение, он попытался принять участие в создании российского фондового рынка, однако его предложение было вежливо отклонено. Бывшие социалистические страны также не откликнулись на предложения Боски. По словам нескольких человек, Боски посещал Польшу в надежде начать там вести бизнес, однако его попытки не увенчались успехом.

## В культуре
Действия Боски и других рассматривались обществом как символ жадности и излишеств, которые часто считались типичными для 1980-х годов на Уолл-стрит. В 1986 году, до признания вины, Боски выступил с печально известной речью в Калифорнийском университете, в которой восхвалял положительные стороны жадности, заявляя, что считает жадность здоровой. Позже Боски стал прототипом персонажа, которого сыграл Майкл Дуглас в фильме 1987 года «Уолл-стрит» в котором вымышленный персонаж Гордон Гекко, выступая с речью перед акционерами корпораций, высказывает мнение, что жадность — это хорошо.

## Семья и личная жизнь
В 1962 году Боски женился на Симе Зильберштейн. У них было четверо детей. Отцу Зильберштейн принадлежал отель The Beverly Hills в Калифорнии. После смерти ее отца они выиграли судебную тяжбу против ее сестры и зятя за право собственности на отель. В 1991 году Зильберштейн развелась с Боски и согласилась выплатить ему 23 миллиона долларов и 180 000 долларов в год пожизненно. Боски курил сигареты «Мальборо».
У Айвана Боски и его второй жены Аны был еще один ребенок. Они жили в Ла-Хойя, Калифорния до его смерти 20 мая 2024 года в возрасте 87 лет.